# Moca congrualis
Moca congrualis är en fjärilsart som beskrevs av Walsingham 1900. Moca congrualis ingår i släktet Moca och familjen Immidae. Inga underarter finns listade i Catalogue of Life.